# Пагба-лама
Дрогён Чогьял Пагпа (тиб. འགྲོ་མགོན་ཆོས་རྒྱལ་འཕགས་པ་, Вайли: ʼGro mgon Chos rgyal ʼPhags pa, кит. упр. 巴思八, 八思巴, 巴思巴, пиньинь bāsībā, кит. трад. 拔思發, упр. 拔思发, пиньинь básībō, кит. упр. 拔合思巴, пиньинь báhésībā, кит. трад. 發思巴, упр. 发思巴, пиньинь fāsībā; монг. Пагва лам Лодойжанцан; 1235—1280), известен как Пагба-лама — пятый глава тибетской буддийской школы Сакья. Первый теократический монарх Тибета, на столетия вперёд задавший политико-религиозную роль Тибета в регионе. Был духовным наставником Хубилай-хана и государственным наставником (го-ши) империи Юань.

## Биография
В 1244 году дядя Пагба-ламы, Сакья-пандита, отправился из Тибета ко двору монгольского полководца Годана, чингизида, контролировавшего Северо-Западный Китай, чтобы добиться невмешательства монгольских завоевателей в дела Тибета. Сакья-пандиту сопровождали два его племянника: десятилетний Пагба и шестилетний Чхагна (Чхагна впоследствии опубликовал собрание сочинений Сакья-пандиты).
По пути они остановились в Лхасе. Здесь, в монастыре Джокханг, перед статуей Джово, привезённой принцессой Вэньчен, китайской супругой царя Сонгцен Гампо, Пагба принял начальные монашеские обеты. Сакья-пандита по пути давал посвящения и прибыл ко двору Годана в Ланьчжоу (в современной провинции Ганьсу) в 1245 году. По неясным сообщениям ранних источников можно заключить, что Сакья-пандита с помощью Пагбы занялся адаптацией уйгурского письма для перевода буддийских сутр на монгольский язык. В вознаграждение он получил временный ярлык на правление «тринадцатью туменами центрального Тибета».
После смерти Сакья-пандиты в 1251 году Пагба остался при дворе Годана и изучил монгольский язык. Через пять лет Годан направил Пагба-ламу, которому было 23 года, ко двору Хубилай-хана. Пагба-лама стал наставником Хубилая и обратил его в буддизм. Вскоре после этого Хубилай с боем завоевал трон, оставленный его братом Мункэ, и провозгласил себя всемонгольским ханом, а в дальнейшем императором империи Юань, охватывавшей Монголию и Китай (включая впервые присоединённые к Китаю территории в Юньнани и др). В 1260 году Хубилай провозгласил Пагба-ламу «наставником государства» (кит. трад. 國師, упр. 国师, пиньинь guóshī). В тибетско-китайских и тибетско-монгольских отношениях открылся принцип взаимоотношений «наставник — покровитель». При поддержке Хубилая Пагба-лама возглавил весь Тибет в составе У, Цанга и Кама. При этом отношение Пекина к Тибету отличалось от прямого подчинения: так как глава Тибета — наставник императора, а учитель выше ученика, Тибет оказывался на положении резиденции Учителя, и юаньские императоры выделяли значительные средства на ремонт монастырей. Также была установлена цепочка ямских станций на территории страны, проведено несколько переписей и т. д.
Хубилай поставил перед Пагба-ламой задачу создать новую систему письменности для унификации письма в многоязычном мире Монгольской империи. Пагба-лама модифицировал тибетский шрифт и создал так называемое монгольское квадратное письмо, или письмо Пагба-ламы. Работа над ним завершилась в 1268 году. Хубилай провозгласил это письмо официальным письмом империи, в том числе во время вступления на императорский престол в 1271 году — взамен китайских иероглифов. Алфавит пробыл в активном использовании 110 лет и некоторые исследователи считают, что на его основе был создан корейский алфавит хангыль. Однако, после падения династии Юань в 1368 году он вышел из употребления в Китае, а в дальнейшем и в Монголии (хотя отдельные случаи использования его как декоративного шрифта и дублирующего алфавита для заголовков и печатей продолжались в Монголии и Тибете в XX веке).
Дневник Пагба-ламы в 1271 году отмечает иностранного друга Хубилай-хана. Им мог быть один из венецианских купцов Поло или сам Марко Поло, хотя Пагба-лама не называет его имени.
Связь императорского двора и Пагба-ламы создала мощный союз. Данса (gDan-sa), центральный монастырь Сакья, превратился в столицу Тибета. Правление школы Сакья продолжалось до середины XIV века.

## В искусстве
В историческом мини-сериале «Марко Поло» в эпизодах 1.4 (1982), 1.5, 1.7, 1.8 (1983) появляется Пагба-лама, роль которого исполняет Джеймс Хонг.